# Pacers de l'Indiana
Maillots
Actualités
Les Pacers de l'Indiana (Indiana Pacers, les trotteurs de l'Indiana, en anglais) sont une franchise de basket-ball de la National Basketball Association (NBA) basée à Indianapolis dans l'État de l'Indiana. Les Pacers participent à la NBA en tant que membre de la division Centrale de la Conférence Est de la ligue. 
Les Pacers ont été créés en 1967 en tant que membre de l’American Basketball Association (ABA) et sont devenus membres de la NBA en 1976 à la suite de la fusion ABA-NBA. Ils jouent à domicile au Gainbridge Fieldhouse.
Les Pacers ont remporté trois titres, tous dans l’ABA. Les Pacers ont été champions de la Conférence Est de la NBA en 2000. Six joueurs, intronisés au Hall of Fame, Reggie Miller, Chris Mullin, Alex English, Mel Daniels, Roger Brown, et George McGinnis, ont joué pour les Pacers.

## Historique de la franchise

### Origine du nom de la franchise
L’Indiana est un État à la forte culture équestre. Les courses de trot (pace en anglais) font partie de son patrimoine historique, d’où la référence aux chevaux trotteurs (pacers).
Pacers est aussi une référence à la fameuse course des 500 miles d’Indianapolis : le « pace car » y désigne la voiture de sécurité.

### Les années ABA (1967-1976)
Au début de 1967, six investisseurs mettent en commun leurs ressources pour acheter une franchise dans l’American Basketball Association (ABA).
Pour ses sept premières années, l'équipe joue dans l’Indiana Farmers Coliseum. En 1974, elle s'installe dans le nouveau Market Square Arena, au centre-ville d’Indianapolis, qui l'accueillera pendant 25 ans.
Tôt dans la deuxième saison des Pacers, l’ancien joueur des Hoosiers de l'Indiana, Bob "Slick" Leonard, devient l’entraîneur de l’équipe, en remplacement de Larry Staverman. Leonard transforme rapidement les Pacers en une équipe redoutable. Ses effectifs sont composés de joueurs tels que Mel Daniels, George McGinnis, Bob Netolicky, Rick Mount, Freddie Lewis et Roger Brown. Les Pacers sont l’équipe ayant connu le plus de succès dans l’histoire de l’ABA, remportant trois titres ABA en quatre ans. En tout, ils participent à cinq des neufs finales ABA, ce qui est le record de la ligue.

### Les premiers pas en NBA (1976-1987)
Les Pacers sont l’une des quatre équipes ABA qui rejoint la NBA dans la fusion ABA-NBA de 1976. Pendant la saison 1976-1977, les Pacers intègrent la ligue avec les Nuggets de Denver, les Nets de New York et les Spurs de San Antonio. L’équipe est en déclin et termine sa première saison avec 36 victoires pour 46 défaites. L’unique consolation vient des sélections de Billy Knight et Don Buse au All-Star Game. C'est même l’une des rares satisfactions des Pacers lors de leurs treize premières années en NBA. Pendant cette période, ils n’ont que deux apparitions en playoffs NBA. À l'intersaison, les Pacers se renforcent et se structurent afin de répondre aux nouveaux standards imposés par la ligue. En juin 1976, ils nomment Bobby Leonard entraineur - General Manager et Nancy Leonard assistante General Manager. Elle a en charge tout les parties extrasportives.
Le manque de continuité devient la norme pendant la majeure partie de la décennie suivante, car ils troquent Knight et Buse avant même le début de la saison 1977-1978. Ils acquièrent Adrian Dantley en échange de Knight, mais Dantley (qui cumule en moyenne près de 27 points par match) est échangé en décembre, tandis que le deuxième meilleur marqueur des Pacers, John Williamson, l'est en janvier.
En 1980, les Pacers envoient Alex English chez les Nuggets pour racheter l’ancienne star de l’ABA, George McGinnis. Celui-ci a déjà dépassé son apogée et ne contribue guère à son retour de deux ans. English, en revanche, devient l’un des plus grands marqueurs de l’histoire de la NBA. L’année suivante, ils échangent un choix de draft 1984 aux Trail Blazers de Portland contre le pivot Tom Owens, qui a joué pour les Pacers lors de leur dernière saison ABA. Owens joue un an pour les Pacers avec peu d’impact. En 1983-1984, les Pacers terminent avec le pire bilan de la conférence Est, ce qui leur donne le deuxième choix de la draft. Les Blazers sélectionnent Sam Bowie et les Pacers se retrouent spectateurs de l’une des meilleures draft de l’histoire de la NBA, comprenant des futures stars telles que Michael Jordan, Hakeem Olajuwon, Sam Perkins, Charles Barkley et John Stockton. 
Clark Kellogg est sélectionné par les Pacers en 1982 et termine deuxième au scrutin de rookie de l’année, mais les Pacers terminent la saison 1982-1983 avec leur pire bilan de leur histoire, 20-62, et ne remportent que 26 matchs la saison suivante. Après avoir remporté 22 matchs en 1984-1985 et 26 en 1985-1986, Jack Ramsay remplace George Irvine comme entraîneur et guide les Pacers à un bilan de 41-41 en 1986-1987, et vers leur deuxième apparition en playoffs comme équipe NBA. Le rookie Chuck Person mène l’équipe aux points marqués et remporte le titre de NBA Rookie of the Year. Les Pacers remportent le match 3 du premier tour, contre les Hawks d'Atlanta, série perdue en quatre matchs. C'est leur première victoire en séries éliminatoires depuis leur arrivée en NBA.

### L’ère Reggie Miller (1987-2005)

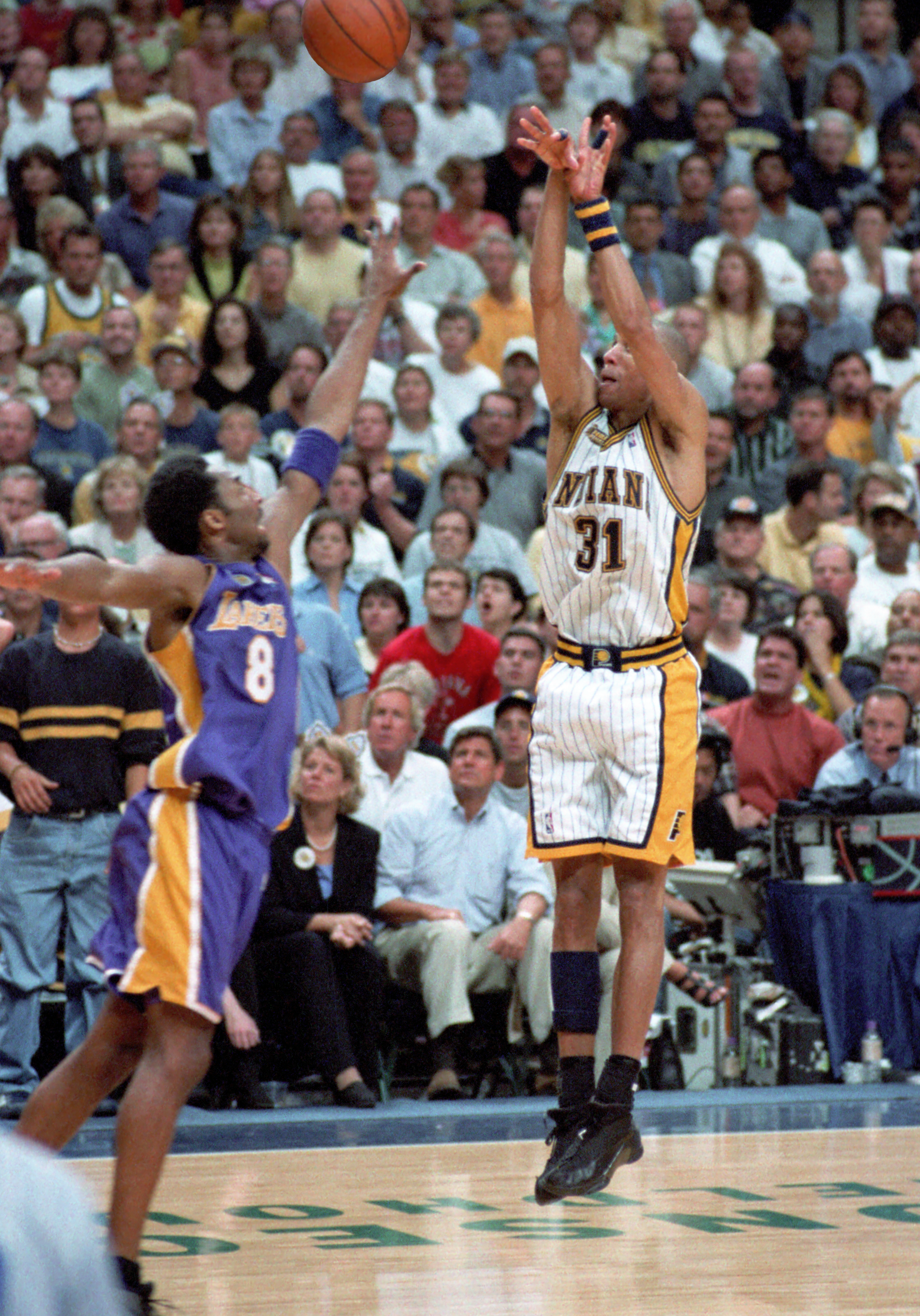
Reggie Miller (31) au tir face à Kobe Bryant (8).

Reggie Miller est sélectionné en 11e position de la draft 1987 pour servir de doublure à John Long et Vern Fleming. Il réalise une bonne première saison mais ne peut qualifier les Pacers pour les playoffs. La franchise profite alors du 2e choix de la draft 1988 pour récupérer le pivot néerlandais Rik Smits sur qui elle fonde beaucoup d’espoirs. La saison 1988-89 est ratée pour les Pacers qui ne remportent que 28 matches. Ramsay est remplacé par Dick Versace et Herb Williams est envoyé à Dallas en échange de Detlef Schrempf dont l’apport se fait sentir immédiatement.
La saison 1989-90 est bien plus réussie, dans le sillage d’un Reggie Miller qui tourne à 24.6 points de moyenne et connaît sa première sélection au NBA All-Star Game. Épaulé par Person, Smits, Fleming et Schrempf, Miller défie les champions en titre au premier tour des playoffs : les Pistons, en route pour un deuxième sacre, sont intouchables et remportent la série en trois manches sèches. En 1990-91, Detlef Schrempf est élu meilleur 6e homme de l’année pendant que les Pacers se qualifient de justesse pour les playoffs. Ils affrontent les Celtics de Boston qu’ils poussent pour la première fois à la 5e manche décisive. Après un match âprement disputé, Indiana s’incline 124-121 et voit son parcours se terminer d’entrée une fois de plus. La revanche a lieu au même stade dès l’année suivante et, cette fois, les Celtics emmenés par Reggie Lewis et Larry Bird ne font qu’une bouchée de Miller et ses coéquipiers.
Durant l’été 1992, Chuck Person et Michael Williams sont envoyés à Minnesota en échange de Pooh Richardson et Sam Mitchell. Detlef Schrempf entre dans le cinq majeur et fait sa première apparition au All-Star Game. Miller devient le meilleur marqueur de l’histoire de la franchise, qui se qualifie de justesse pour la quatrième fois d’affilée en playoffs, dont elle sera sortie par les Knicks de New York.

#### La montée en puissance (1993-1995)
À l’orée de la saison 1993-1994, Larry Brown arrive au poste d’entraîneur au moment où Detlef Schrempf est échangé contre Derrick McKey des Supersonics de Seattle. Les Pacers réalisent une saison moyenne, semblant se diriger de nouveau vers un bilan tout juste à l’équilibre. Cependant, une incroyable fin d’exercice durant laquelle ils gagnent leurs huit derniers matches les propulsent à la 3e place de la Division Centrale. Cette position offre enfin aux Pacers un premier tour abordable au cours duquel ils battent facilement le Magic de Shaquille O'Neal. Sur la lancée de la première série remportée en playoffs depuis les débuts de la franchise en NBA, les Pacers éliminent les Hawks d'Atlanta de Dominique Wilkins et Kevin Willis, pourtant prétendants naturels au titre. Atteignant la finale de la Conférence Est à la surprise générale, les Pacers retrouvent les Knicks qui partent largement favoris de la confrontation. Emmené par un Reggie Miller au sommet de son art, notamment lors du 5e match, Indiana mène la série 3 à 2 avant que les Knicks ne remportent les deux derniers matchs et le droit de défier les Rockets de Houston en finale. Miller, devenu une véritable star aux États-Unis, est sélectionné pour les championnats du monde 1994 dont il reviendra avec la médaille d’or.
Durant l’été 1994, Mark Jackson rejoint l’équipe en provenance des Clippers de Los Angeles, permettant enfin aux Pacers de disposer d’un meneur All-Star. L’équipe remporte 52 matchs et le titre de leur Division. Les Hawks ne font pas illusion au premier tour avant que l’ennemi juré new-yorkais ne morde la poussière au deuxième tour, lors du 7e match décisif au Madison Square Garden. Les Pacers atteignent pour la seconde année consécutive la finale de Conférence mais doivent de nouveau s’incliner en sept manches face, cette fois, à Orlando, emmené par le duo Hardaway-O'Neal.

#### Les Pacers rentrent dans le rang (1995-1997)
En 1995-1996, les Pacers remportent une nouvelle fois 52 matches et se qualifient aisément pour les playoffs. Ils réussissent même l’exploit de battre les Bulls de Chicago à deux reprises au cours d’une saison où Michael Jordan et ses pairs ne perdront que dix matches pour établir le nouveau record de la NBA. Une blessure à l’œil contraint Reggie Miller à manquer les quatre premières rencontres de la série face aux Hawks et malgré ses 29 points dans le match 5, il ne peut emmener les Pacers à la victoire. Émaillée par de nombreuses blessures, la saison 1996-1997 n’est pas à la hauteur des espoirs d'Indiana qui ne participe pas aux playoffs pour la première fois depuis sept ans.

#### Sur le chemin de la gloire (1997-2000)
Pour relancer la franchise à l’orée de la saison 1997-1998, les Pacers font appel à deux grands personnages de la ligue : Larry Bird et Chris Mullin. L’effet est immédiat et dans le sillage de Bird qui est élu meilleur entraîneur de l’année et de Mullin qui réalise, malgré ses 35 ans, des prestations solides, la franchise boucle sa meilleure saison en NBA avec 58 victoires. Emmenée par ses deux All-Stars de l’année, Reggie Miller et Rik Smits, Indiana élimine successivement les Cavs et les Knicks avant de perdre une finale de conférence épique en sept manches contre les Bulls.
Durant la saison écourtée de 1999, les Pacers remportent le titre de la Division Centrale en alignant 33 victoires pour 17 défaites. Les playoffs débutent sur les chapeaux de roue avec deux victoires en autant de matches face aux Bucks et aux 76ers. La finale de conférence met aux prises les meilleurs ennemis du monde : Pacers et Knicks. Bien que New York ait connu une saison régulière très moyenne, Latrell Sprewell, Allan Houston, Larry Johnson et Patrick Ewing haussent nettement leur niveau de jeu et éliminent des Pacers dépassés, en six manches. Cette défaite entraîne l’échange du très populaire Antonio Davis contre le jeune Jonathan Bender en provenance de Toronto. Cette décision est accueillie très fraîchement par les fans des Pacers qui retrouvent néanmoins le sourire tant leur équipe favorite apparaît efficace en cette saison 1999-2000. Portée par l’apport déterminant de Jalen Rose, Dale Davis et Austin Croshere, la franchise de l’Indiana rend un bilan final de 56 victoires pour seulement 26 défaites. Les deux premiers adversaires en playoffs se nomment de nouveau Bucks et 76ers qui sont éliminés après avoir poussé les Pacers dans leurs derniers retranchements. La finale de conférence est l’occasion pour eux de prendre leur revanche face aux Knicks. Les Pacers n’ont besoin que de six rencontres pour s’offrir la première série finale de leur histoire face aux Lakers de Los Angeles. Construite autour du duo Shaquille O’Neal – Kobe Bryant, l’équipe californienne remporte, en six manches, un titre que peu d’observateurs voyaient leur échapper, mettant ainsi un terme aux rêves de sacre de Miller et compagnie.

#### La reconstruction (2000-2003)
Durant l’intersaison, l’équipe est profondément remaniée. Larry Bird quitte le banc, Rik Smits met un terme à sa carrière, Chris Mullin retourne aux Warriors, Mark Jackson s’engage avec les Raptors et Dale Davis est envoyé à Portland en échange de Jermaine O'Neal. Malgré ces nombreux changements, les Pacers, entraînés désormais par Isiah Thomas, accèdent aux playoffs dont ils sont logiquement éliminés par Philadelphie, meilleure équipe de la saison régulière à l’Est.
Au cours de la saison 2001-2002, les Pacers réalisent une vaste opération d’échange avec les Bulls. Jalen Rose et Travis Best prennent la direction de Chicago pendant que Brad Miller, Ron Artest, Kevin Ollie et Ron Mercer font le chemin inverse. La greffe prend rapidement et les Pacers atteignent une nouvelle fois les playoffs grâce notamment à leur nouveau joueur All-Star, Jermaine O’Neal. Il faudra une double prolongation lors du match décisif pour que les Nets sortent vainqueur du premier tour.
La saison 2002-2003 débute au mieux avec treize victoires pour seulement deux défaites, laissant espérer le meilleur dans l’Indiana. La suite de la saison est émaillée par de nombreux problèmes touchant Jermaine O’Neal, Jamaal Tinsley et Austin Croshere, tandis que Ron Artest est régulièrement suspendu pour indiscipline. Les Pacers remportent finalement 48 victoires avant de connaître une défaite inattendue face aux Celtics de Boston dès le premier tour des playoffs.

#### Fin de carrière de Miller (2003-2005)
Durant l’été 2003, les Pacers réussissent à garder O’Neal et Reggie Miller ; le premier avec un contrat juteux à long terme et le second pour deux années supplémentaires s’annonçant comme les dernières de sa longue et prolifique carrière. Brad Miller quant à lui est échangé contre Scot Pollard des Sacramento Kings dans une opération qui ne s’avèrera pas à l’avantage des Pacers. Larry Bird devient président de la franchise et ne tarde pas à remplacer Isiah Thomas par Rick Carlisle, son ancien assistant. L’équipe répond parfaitement aux attentes de Bird en rendant à la fois le meilleur bilan de la ligue pour la saison 2003-04 et le record absolu de la franchise avec 61 victoires pour 21 défaites. O’Neal et Artest sont sélectionnés au All-Star Game avant que le second ne soit élu meilleur défenseur de l’année. Les Pacers éliminent aisément les Celtics et le Heat avant de retrouver les Pistons de Détroit en finale de conférence. Malgré de bonnes prestations, ils doivent finalement rendre les armes devant la solide équipe des Pistons en route pour le 3e titre de son histoire. L’intersaison est marquée par le départ de l’ailier Al Harrington vers les Hawks en échange de Stephen Jackson. Les Pacers réalisent un début de saison 2004-05 très solide que les tristes évènements du 19 novembre 2004 vont mettre à mal.
Les Pacers, alors en visite au Palace d’Auburn Hills, sont sur le point de s’imposer face à leurs hôtes quand Ron Artest commet une faute grossière sur « Big » Ben Wallace. Une explication musclée s’ensuit avant qu’un gobelet en plastique ne soit envoyé des tribunes contre Artest par John Green, supporter des Pistons. Artest, fou furieux, se rue dans les gradins, suivi par Stephen Jackson et Jermaine O’Neal, entraînant une bagarre générale entre joueurs et spectateurs. Le match ne reprendra pas et Artest sera suspendu pour le reste de la saison en tant qu’instigateur de ce que les journalistes appelleront le « basket-brawl » (brawl signifiant bagarre en anglais). La plupart des joueurs impliqués recevront également des sanctions disciplinaires sous forme de suspensions temporaires (30 matches pour Jackson et 15 pour O’Neal du côté des Pacers).
Privés d’une partie de ses joueurs majeurs, les Pacers entament une descente inexorable dans les classements. À l’inverse, cet incident n’aura aucune conséquence sur la saison des Pistons qui termineront champions de leur division. Le retour dans l’Indiana de Dale Davis permet néanmoins de totaliser 44 victoires, synonyme d’une treizième qualification en playoffs sur les quatorze dernières années. Les Pacers remportent leur premier tour en allant s’imposer à Boston dans le 7e match décisif sur le score de 97 à 70. Le deuxième tour face aux Pistons sera plus calme que prévu mais ne durera que 6 manches, à l’avantage des champions en titre. Le 6e match de cette série marque la fin de carrière de Reggie Miller qui se permet de compiler 27 points. Il se retire après 18 ans passés dans une seule et unique franchise, qui retirera son numéro 31 à peine une année plus tard. Il est le troisième shooteur le plus prolifique à 3 points de l'histoire de la NBA derrière Stephen Curry et Ray Allen.

### L'ère Danny Granger (2005-2010)
Le principal mouvement de l’été 2005 est l’arrivée de Šarūnas Jasikevičius en provenance du Maccabi Tel-Aviv qu’il vient de conduire à deux titres en Euroligue après avoir déjà remporté la compétition en 2003 avec le FC Barcelone. Présent mais pas choisi à la draft de 1998, Jasikevičius est devenu un des meilleurs joueurs européens et s’est fait un nom aux États-Unis en martyrisant la « team États-Unis » aux Jeux olympiques de 2000 et 2004. Malgré cette bonne opération, le début de saison des Pacers est perturbé par les états d’âme de Ron Artest qui réclame son transfert. En décembre, le joueur est placé sur la liste des inactifs de la franchise qui se met à travailler sur une opération d’échange. En janvier 2006, un accord est conclu avec les Kings de Sacramento qui envoient leur shooteur Peja Stojakovic dans l’Indiana. En dépit d'un mois de mars compliqué les Pacers ont résisté au retour en trombe des Bulls pour terminer à la 6e place de la Conférence Est avec 41 victoires pour autant de défaites. Ils sont logiquement éliminés dès le premier tour des play-offs par les Nets du New Jersey, 4 manches à 2.
À l'issue de la saison 2007 qui a vu les Pacers ne pas se qualifier pour les playoffs, la franchis s'est séparée de son entraîneur Rick Carlisle pour le remplacer par Jim O'Brien.
Les Pacers démarrent cette saison 2007/2008 avec l'ambition de se qualifier pour les playoffs avec comme leader Jermaine O'Neal et Jamaal Tinsley. Malgré un bon début de saison qui les maintient dans le top 8 de leur conférence, notamment grâce à un bon Danny Granger qui termine la saison avec 19 points de moyenne. Mais plusieurs problèmes surviennent alors dans l’effectif : O'Neal se blesse pour un bon bout de temps et Jamaal Tinsley multiplie les problèmes extra-sportifs. À cela viennent s'ajouter les états d’âme de Mike Dunleavy Jr.. La saison se termine donc avec deux leaders de fortune (Granger et Dunleavy) et avec un bilan de 36 victoires pour 46 défaites, ce qui les place 9e de la Conférence Est, à une victoire des Atlanta Hawks. Au mois de mai, les Pacers obtiennent le 11e choix pour la draft 2008. Lors de la saison 2009, Danny Granger obtient sa première sélection pour un NBA All-Star Game puis au terme de celle-ci le titre de MIP, mais les Pacers finissent encore à la 9e place de la Conférence Est, à trois victoires des Pistons de Détroit. En 2010, ils terminent à la 10e place de la Conférence Est.

### Le retour en playoffs (2011)
À la suite d'une série de dix défaites en treize matchs au cours du mois de janvier 2011, l'entraineur Jim O'Brien est remercié par Larry Bird. L'intérim est assuré par son assistant Franck Vogel, non sans une certaine réussite. En effet, à la suite d'une victoire des Pacers sur les Wizards de Washington le 6 avril, les Pacers s'assurent la 8e place de la Conférence Est, et retrouvent les Play-Offs après cinq années de disette.
Ils sortiront au 1er tour face aux Bulls de Chicago (meilleur bilan de la ligue cette année-là) au bout du 5e match. Mais les Pacers peuvent nourrir quelques espoirs en vue de la saison à venir. En juin 2012 Larry Bird est remplacé par Donnie Walsh comme manager.

### L'ère Paul George (2011-2017)

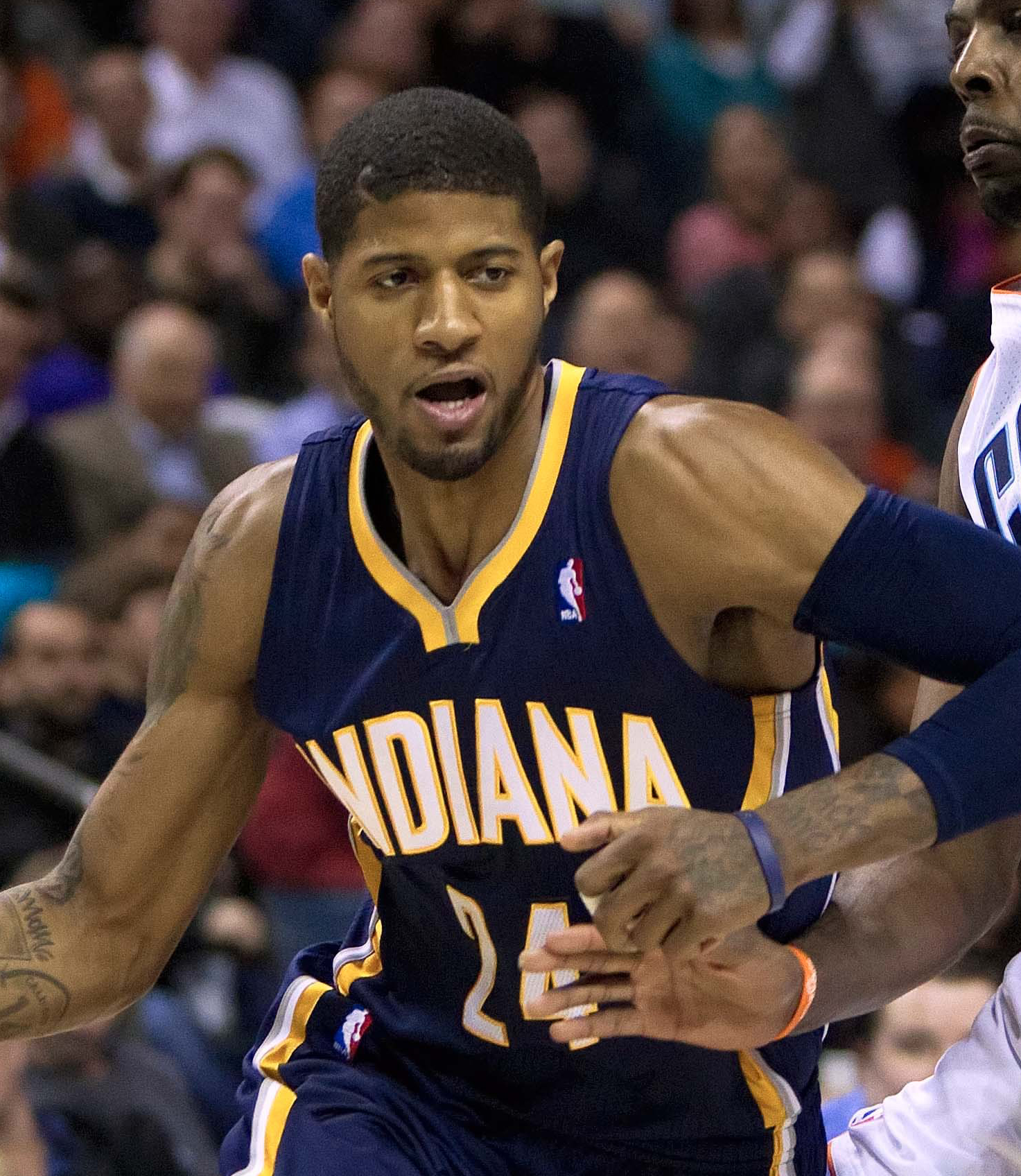
Paul George sous les couleurs des Pacers.

Durant la Saison NBA 2012-2013, les Pacers établissent un bilan de 49 victoires et de 32 défaites pendant la saison régulière et décrochent leur place en Playoffs en finissant 3e de la Conférence Est derrière le Heat de Miami et le Knicks de New York. Ils deviennent également Champions de la Division Centrale, devant les Bulls de Chicago et les Bucks de Milwaukee. Au premier tour, les Pacers rencontrent les Hawks d'Atlanta et réussissent à se qualifier à l’extérieur pour le second tour en battant 4 à 2 les Hawks. Pendant les demi-finales de la Conférence Est, les Pacers affrontent les Knicks et s'imposent de nouveau 4 à 2 dans ces séries pour obtenir leur place pour les finales de conférences, contre Miami. Indiana perd son premier match à l’extérieur mais égalise deux jours après en s'imposant 97-93 à l'American Airlines Arena. Le Heat revient à la tête de la série en battant les Pacers au Bankers Life Fieldhouse. Lors du match suivant, les Pacers s'imposent 99-92. Les deux équipes gagnent leurs matchs à domicile. Indiana est mené 3 à 2 par le Heat, mais arrive à décrocher un Game 7 en mettant 14 points (91-77) d'écart au Heat alors que LeBron James avait marqué 29 points et offert 6 passes décisives. Les Pacers perdent le match 7 en Floride et seront par conséquent éliminés.
La saison suivante, les Pacers obtiennent un meilleur bilan que pendant la précédente, avec un total de 56 victoires et 26 défaites, et se placent cette fois-ci premiers devant le Heat de Miami et les Raptors de Toronto, puis deviennent de nouveau champions de la Division Centrale pour la sixième fois de leur histoire. Les Pacers affrontent encore les Hawks, mais le duel est plus compliqué que l'année précédente, se disputant sur sept manches.
Au deuxième tour, les Pacers ont retrouvé les Wizards de Washington qui leur ont causé un peu de mal, mais ils se sont imposés 4 à 2 au Verizon Center. Tout comme l'an passée, Pacers et Heat s'affrontent en finale de conférence, et les Pacers échouent, cette fois en six manches.
Durant l'été 2014, les Pacers ont perdu deux de leurs meilleurs joueurs : le 1er août pendant un match d'entraînement avec la Team USA à Las Vegas, Paul George s'est brisé la jambe et a souffert d'une double fracture du tibia-péroné. Quant à Lance Stephenson, il n'a pas voulu signer un nouveau contrat chez les Pacers et a donc signé chez les Hornets de Charlotte. Paul George fera son retour le 6 avril 2015, tout à la fin de la saison face au Heat de Miami, néanmoins, l'équipe n'arrivera pas à accrocher les playoffs et terminera à la 9e place.
Pour la saison 2015-2016, Paul George s’est complètement remis de sa blessure ; il sera même sélectionné en tant qu'All-Star. Malgré le bilan positif de 45-37 et l'obtention des playoffs, le 5 mai 2016, le président de Pacers, Larry Bird, a annoncé que le contrat de l’entraîneur Frank Vogel ne serait pas renouvelé, soulignant le besoin d’une « nouvelle voix » pour diriger les joueurs. La franchise n'atteindra pas les demi-finales de conférence, battue par les Raptors de Toronto en sept matchs. Durant l'intersaison, l’ancien entraîneur des SuperSonics de Seattle et des Trail Blazers de Portland, Nate McMillan, a été recruté pour remplacer Vogel.
La saison 2016-2017 marque la dernière saison de Paul George au sein de la franchise d'Indiana. L'équipe atteint la 6e place de la conférence Est, les opposant aux champions en titre, les Cavaliers de Cleveland. Les Pacers seront éliminés rapidement par les Cavs, emmenés par LeBron James, en quatre matchs.

### Nouvelles recrues et éclosion collective (2017-)

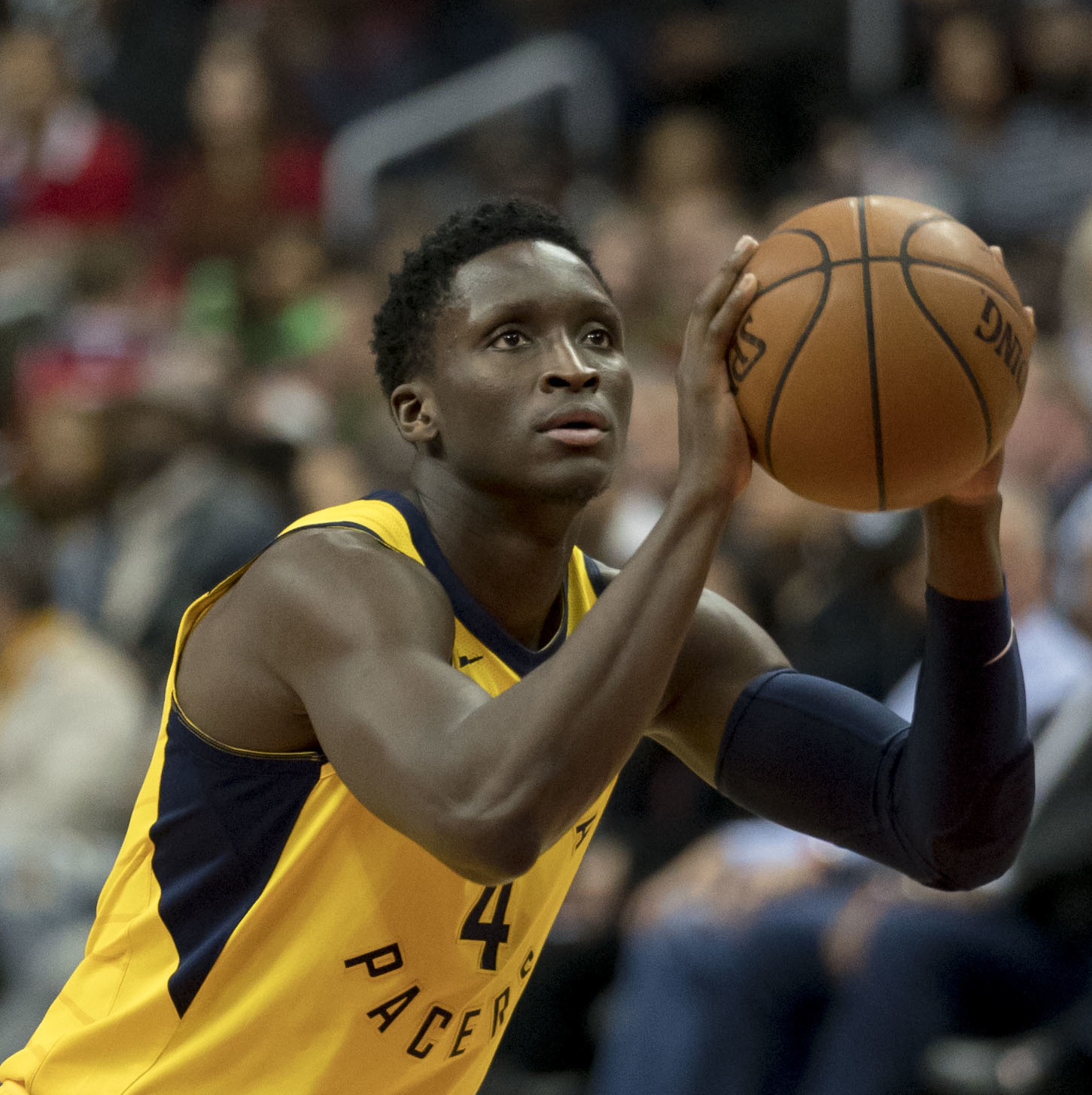
Victor Oladipo au lancer-franc.

Le 30 juin 2017, Paul George a été échangé contre Victor Oladipo et Domantas Sabonis, au Thunder d'Oklahoma City. Les Pacers ont reçu de lourdes critiques pour ce transfert initial, mais il s’avère finalement qu'Oladipo réalise sa meilleure saison statistique en carrière, montrant une augmentation en termes de points, rebonds, passes décisives, interceptions, pourcentages de tirs globaux, ce qui a abouti à l'obtention du prix de la meilleure progression de l'année. Sabonis montre également une progression statistique au scoring et sera leader statistique de son équipe au niveau des rebonds. Oladipo a terminé la saison en ayant la meilleure moyenne d'interceptions par match de la NBA, et obtiendra sa première sélection au All-Star Game, tandis que Domantas Sabonis jouera lors du Rising Stars Challenge avec la Team World. Les Pacers ont terminé la saison avec un bilan de 48 victoires à 34 défaites, ce qui leur a valu la 5e place de la conférence Est. À noter que leur bilan est en amélioration de six victoires par rapport à la saison dernière avec Paul George. Les Pacers ont, une nouvelle fois, affronté les Cavaliers de Cleveland au premier tour des playoffs 2018. Après avoir pris une avance de 2 à 1 dans la série, les Pacers seront éliminés en sept matchs.
La saison 2018-2019 démarre bien pour la franchise, avec Victor Oladipo qui mène son équipe, devenant le leader indiscutable. Il sera même de nouveau sélectionné au All-Star Game. Néanmoins, le 23 janvier 2019, face aux Raptors de Toronto, il est contraint de quitter le match à la suite d'une rupture du tendon du quadriceps, et est écarté pour le reste de la saison. Les Pacers ont de nouveau terminé la saison avec un bilan de 48-34 et obtenu une place en playoffs pour la quatrième fois consécutive, mais ils ont été éliminés par les Celtics de Boston lors du premier tour (4-0).
Avec une intersaison 2019 active, les Pacers ont acquis Malcolm Brogdon, T. J. Warren, et Jeremy Lamb. La saison 2019-2020 démarre difficilement, mais l'équipe développera une cohésion de groupe, avec un collectif intéressant et des productions statistiques relativement équilibrées entre les joueurs de l'équipe. Domantas Sabonis est récompensé d'une belle saison avec une sélection au All-Star Game, sa première en carrière. Victor Oladipo fait son retour en compétition le 30 janvier 2020 face aux Bulls de Chicago. L'équipe se qualifie à nouveau pour les playoffs, en obtenant la 4e place de la conférence Est, mais est éliminée par le Heat de Miami en quatre matchs. À l'issue des séries éliminatoires, la franchise se sépare de son entraîneur, Nate McMillan, pourtant prolongé deux semaines auparavant. Il est remplacé durant l'intersaison 2020 par Nate Bjorkgren.

## Palmarès

### En ABA
- Champion ABA (3) : 1970, 1972 et 1973.
- Champion de Division (3) : 1969, 1970 et 1971.

### En NBA
- Champion de la Conférence Est (2) : 2000 et 2025
- Champion de la Division Centrale (6) : 1995, 1999, 2000, 2004,2013 et 2014.

## Meilleurs marqueurs de l'histoire de la franchise
| Place                                                                                        | Nom du joueur                             | Pays       | Points |
| -------------------------------------------------------------------------------------------- | ----------------------------------------- | ---------- | ------ |
| 1er                                                                                          | Reggie Miller 1987 - 2005                 | États-Unis | 25 279 |
| 2e                                                                                           | Rik Smits 1988 - 2000                     | Pays-Bas   | 12 871 |
| 3e                                                                                           | Billy Knight 1974 - 1977 / 1979 - 1983    | États-Unis | 10 780 |
| 4e                                                                                           | Roger Brown 1967 - 1974 / 1975            | États-Unis | 10 058 |
| 5e                                                                                           | Jermaine O'Neal 2000 - 2008               | États-Unis | 9 580  |
| 6e                                                                                           | Danny Granger 2005 - 2014                 | États-Unis | 9 571  |
| 7e                                                                                           | George McGinnis 1971 - 1975 / 1980 - 1982 | États-Unis | 9 545  |
| 8e                                                                                           | Vern Fleming 1984 - 1995                  | États-Unis | 9 535  |
| 9e                                                                                           | Mel Daniels 1968 - 1974                   | États-Unis | 9 314  |
| 10e                                                                                          | Freddie Lewis 1967 - 1974 / 1976 - 1977   | États-Unis | 9 257  |
| Dernière mise à jour : 21 février 2019 En gras : Joueurs évoluant toujours dans la franchise |                                           |            |        |

## Couleurs et symboles

### Logos successifs

De 1967 à 1976.
De 1976 à 1990.
De 1990 à 2005.
De 2005 à 2017.
Depuis 2017.
Alternatif Depuis 2021.

### Maillots
Depuis que Nike fournit l'ensemble des tenues aux équipes de NBA, en 2017, les maillots « domicile » et « extérieur » ont été remplacés par une collection plus fournie, pouvant servir aussi bien en déplacement qu'à domicile, portant les noms « association », « icon », « statement » et « city », et pour certaines équipes en plus une version « classic » reprenant le design d'anciens maillots. Les équipes qualifiées pour les playoffs 2019 et 2020 se sont vues dotées d'une tenue supplémentaire, dénommée « earned ».

## Entraîneurs successifs
- 1967-1968 : Larry Staverman
- 1968-1980 : Bob Leonard
- 1980-1984 : Jack McKinney
- 1984-1986 : George Irvine
- 1986-1988 : Jack Ramsay
- 1988 : Mel Daniels
- 1988-1989 : George Irvine
- 1989-1990 : Dick Versace
- 1990-1993 : Bob Hill
- 1993-1997 : Larry Brown
- 1997-2000 : Larry Bird
- 2000-2003 : Isiah Thomas
- 2003-2007 : Rick Carlisle
- 2007-2011 : Jim O'Brien
- 2011-2016 : Frank Vogel
- 2016-2020 : Nate McMillan
- 2020-2021 : Nate Bjorkgren
- 2021- : Rick Carlisle

## Records individuels de la franchise
| Statistique                                                                                  | Nom du joueur    | Nombre              |
| -------------------------------------------------------------------------------------------- | ---------------- | ------------------- |
| Meilleur marqueur                                                                            | Reggie Miller    | 25 279 points       |
| Meilleure moyenne Points/Match                                                               | Paul George      | 23,7 points / match |
| Meilleur passeur                                                                             | Reggie Miller    | 4 141 passes        |
| Meilleure moyenne Passes/Match                                                               | Mark Jackson     | 8.1 passes / match  |
| Meilleur rebondeur                                                                           | Mel Daniels      | 7 643 rebonds       |
| Meilleure moyenne Rebonds/Match                                                              | Jermaine O'Neal  | 9.6 rebonds / match |
| Meilleur contreur                                                                            | Myles Turner     | 1 248 contres       |
| Meilleur intercepteur                                                                        | Reggie Miller    | 1 505 interceptions |
| Meilleur pourcentage au tir                                                                  | Domontas Sabonis | 54,9 %              |
| 3 points marqués                                                                             | Reggie Miller    | 2 560 tirs marqués  |
| Meilleur pourcentage à 3 points                                                              | Chris Mullin     | 44,1 %              |
| Lancers-francs marqués                                                                       | Reggie Miller    | 6 237 tirs marqués  |
| Meilleur pourcentage au lancer-franc                                                         | Chris Mullin     | 91,2 %              |
| Matchs joués                                                                                 | Reggie Miller    | 1 389 matchs        |
| Dernière mise à jour : 21 février 2019 En gras : Joueurs évoluant toujours dans la franchise |                  |                     |

## Basketball Hall of Famers
- Chris Mullin
- Alex English
- Reggie Miller
- Mel Daniels
- Roger Brown
- George McGinnis

## Maillots retirés
- 30 - George McGinnis
- 31 - Reggie Miller
- 34 - Mel Daniels
- 35 - Roger Brown
- 529 - Bob Leonard, entraîneur ayant remporté le plus de matches avec les Pacers (529)